# Rasclet de Forbes
El rasclet de Forbes (Rallicula forbesi) és una espècie d'ocell de la família dels sarotrúrids (Sarothruridae).

## Hàbitat i distribució
Hbita el sotabosc, a les muntanyes de Nova Guinea.